# Fort Nelson (Canada)
Fort Nelson è un centro abitato di 4 514 abitanti della Columbia Britannica, in Canada.
Era sede dell'aeroporto Fort Nelson/Mobil Sierra, oggi abbandonato. È stata una municipalità indipendente fino al 2009.